# マーク・オルセン
マーク・オルセン（英: Mark Olsen）は、アメリカ合衆国の舞台俳優・ミュージカル俳優、脚本家、演劇監督、大学教授。映画やテレビにも出演しているが、舞台俳優として特に有名である。

## 経歴
ニューヨークフィルムアカデミーのミュージカル学部長を２０１３年から２０２０年までの７年間務めた。
ペンシルベニア州立大学の大学院演劇教授であったオルセンは、ムーブメント教育者協会の副理事長も務めた経験がある。
オルセンはブロードウェイミュージカル　『ムメンシャンツ』に出演、世界ツアーを行った。 
マーク・オルセンはムーブメントコーディネーター/ファイトディレクターとして、ブロードウェイ、オフブロードウェイなど、多くのプロおよび大学のプロダクションを現在までに監督してきている。
2010年、彼は芸術チームの一員として、The Orphan's Home Cycleの作品でDrama Desk賞を受賞した。
オルセンは現在、ニューヨークに本部を置くジュリアード音楽院で教えている。

## 出演作品
- Mummenschanz